# Christoffer Ditlev Hahn
Christoffer Ditlev Hahn (født 21. september 1811, Nimtofte, død 16. januar 1895) var en dansk læge.
Hahn var en søn af sognepræst og konsistorialråd Johan Christian Hahn (28. oktober 1778 – 13. november 1866), en søn af landfysikus Christopher Ditlev Hahn (1746-1822), og Elisabeth Cathrine Borum, født Behr (3. april 1780 – 29. april 1833). Han blev dimitteret fra Århus 1831 og tog 1837 kirurgisk og 1839 medicinsk eksamen. I 1840 blev han eskadronskirurg i Næstved, hvor han for øvrigt praktiserede sammen med sin fætter, landfysikus Ove Christoffer Høegh-Guldberg. I felttoget 1848-50 var han konstitueret overlæge, og i 1850 blev han udnævnt til overlæge med station i Slesvig By til 1863.
Efter krigen i 1864, hvor han fungerede først som dirigerende læge ved lazaretterne i Slesvig By og derpå ved Augustenborg Hospital, blev han forflyttet først til Viborg, derpå (1865) til Århus. Her fungerede han som overlæge ved garnisonssygehuset (til 1876) og fra 1870 til sin afskedigelse i 1887 som overordnet læge i 2. generalkommandodistrikt. 1876 blev han kommandør af Dannebrog af 2. grad, 1887 af 1. grad. Efter sin afskedigelse praktiserede han i Århus.
Han ligger begravet på kirkegården ved Brabrand Kirke – hvor hans far var præst 1811-63 efter 1807-11 at have virket i Nimtofte – sammen med sine forældre og søskende.